# Gail Rubin
Gail Rubin (New York, 1938 - Ma'agan Michaël, Israël, 1978) was een Amerikaans-Israëlisch natuurfotografe.
Rubin werd geboren in New York. In 1969 emigreerde zij naar Israël. In 1978 werd zij vermoord door terroristen van de PLO toen ze foto's van dieren maakte in een natuurreservaat nabij kibboets Ma'agan Michaël. Haar werk is opgenomen in het Israëlmuseum in Jeruzalem.
Postuum, in 1979, werd Psalmist with a camera : photographs of a Biblical safari uitgegeven. Een boek met natuurfoto's uit Israel begeleid met commentaar en bijpassende teksten uit de bijbel.
- Information Center for Israeli Art: 277523
- International Standard Name Identifier: 0000 0000 2153 1805
- Library of Congress Control Number: n79000359
- Nationale Bibliotheek van Israël: 987007507970805171
- Virtual International Authority File: 55413530
- WorldCat: E39PBJy49wcWW6MkpyhFR7dJDq